# Smash Hit In Aberdeen
Smash Hit In Aberdeen er Malk de Koijns debutalbum fra 1998. Det er udgivet på pladeselskabet BMG.

## Spor
Trackliste CD
1. Ørkenstorm
2. Å Åå Mæio
3. Smash Hit In Aberdeen
4. Troppelanding
5. Distrikt Langestrand
6. Jagt
7. Fåkd-op-mode Part Ace
8. P.I.G.E.
9. Fåkd-åp-mode Part Deuce
10. Lortesangen
11. Det Sårt' Bælt' Er En Livsstil
12. 24 Karat(e)
13. Smukkeste Kastestjerne Afsnit II
14. The Jerregaard Blues
15. Jim Daggerthuggert
16. Yderst Sjælden Fransk Lakskive
17. Kosmisk Kaos
18. Jens Elo I Langeakvariet
19. Zygo Alpha Disko Beta

Trackliste LP
Side ACE
1. Ørkenstorm
2. Å Åå Mæio
3. Smash Hit In Aberdeen
4. Troppelanding

Side DEVCE
1. Distrikt Langestrand
2. Jagt
3. Fåkd-op-mode Part Ace
4. P.I.G.E.
5. Fåkd-åp-mode Part Deuce
6. Lortesangen

Side TERY
1. Det Sårt' Bælt' Er En Livsstil
2. 24 Karat(e)
3. Smukkeste Kastestjerne Afsnit II
4. The Jerregaard Blues
5. Jim Daggerthuggert
6. Yderst Sjælden Fransk Lakskive

Side IV
1. Kosmisk Kaos
2. Jens Elo I Langeakvariet
3. Zygo Alpha Disko Beta